# Metsaääre (Märjamaa)
Pour les articles homonymes, voir Metsaääre.
Metsaääre est un village de la commune de Märjamaa du comté de Rapla en Estonie. Il est situé à l'ouest du comté, près de la frontière avec les comtés de Lääne et Harju.

## Démographie
Metsaääre est un petit village à la population peu importante, 20 habitants en 2021. Cette population est cependant en progression depuis 2000.
| Année | Habitants |
| ----- | --------- |
| 2000  | 14        |
| 2011  | 17        |
| 2019  | 22        |

| Année | Habitants |
| ----- | --------- |
| 2020  | 20        |
| 2021  | 20        |